# Mourne Wall

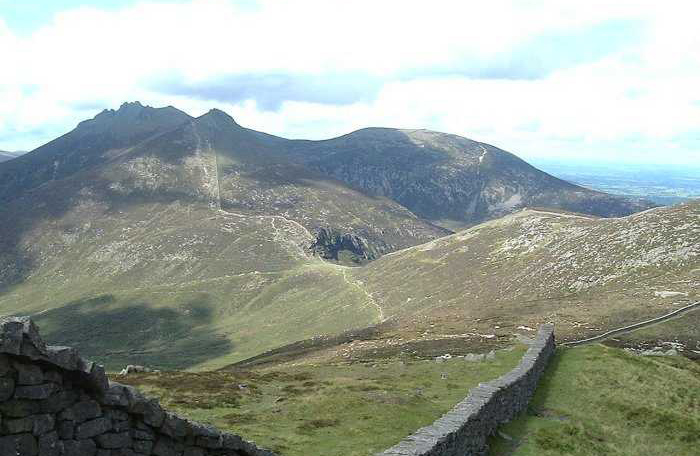
Die große Mauer von Mourne

Silent Valley Stausee

Die Mourne Wall (irisch Balla an Mhúrn) ist eine Trockenmauer aus unbearbeiteten Granitsteinen.
Sie ist etwa 35 km lang und umschließt ein Gebiet von 36 km² in den Mourne Mountains. Sie überquert dabei 15 Gipfel, darunter mit dem Slieve Donard den des höchsten Berges Nordirlands. Die Mauer ist bis zu 2,4 m hoch und 0,9 m dick.

## Geschichte
Das schnelle Wachstum Belfasts zwang die Stadtverwaltung ab 1891 dazu nach neuen Gebieten für zusätzliches Trinkwasser zu suchen. Das geeignete Gebiet wurde schnell in den regenreichen Mourne Mountains gefunden. Zwischen 1893 und 1899 genehmigte das Parlament den Kauf von 9000 acres (36 km²) Landes in den Mournes. Schon 1901 floss das erste Wasser nach Belfast.
Die Mourne Wall wurde zwischen 1904 und 1922 von den Belfast Water Commissioners um das erworbene Land errichtet. Sie sollte, zur Sicherung der Trinkwasserqualität, Schafe und Rinder aus dem Quellgebiet heraushalten. Im Anschluss wurde das Silent Valley Reservoir als weiterer Trinkwasserspeicher für Belfast gebaut. Beide Bauten schufen zu dieser Zeit dringend benötigte Arbeitsplätze.

## Heute
Die Mauer ist im Besitz der DRD Water Service. 
Ihren ursprünglichen Zweck erfüllt sie nicht mehr, da sie an einigen Stellen verfallen ist und die Schafe so einen Weg in das Quellgebiet gefunden haben. Da heutzutage die Möglichkeiten der Wasseraufbereitung weit fortgeschritten sind, geht aber von den Tieren keine Gefahr mehr aus.
Die Mauer dient als Wegmarkierung für Wanderer, da sie auf die meisten Gipfel der Mourne Mountains führt. Mutige Wanderer versuchen sie an einem Tag abzuwandern.